# 1982 FL1
1982 FL1 är en asteroid i huvudbältet som upptäcktes den 24 mars 1982 av den tjeckiske astronomen Antonín Mrkos vid Kleť-observatoriet i Tjeckien.
Asteroiden har en diameter på ungefär 15 kilometer och den tillhör asteroidgruppen Themis.